# Gynoplistia (Gynoplistia) bilobata
Gynoplistia (Gynoplistia) bilobata is een tweevleugelige uit de familie steltmuggen (Limoniidae). De soort komt voor in het Australaziatisch gebied.